# Choi Ja-hye
Choi Ja-hye, (26 de julio de 1981) es una actriz surcoreana. 

## Carrera
Choi es conocida por protagonizar la serie Pan, amor y sueños (2010).
El 13 de octubre del 2019 se unió al elenco recurrente de la serie Leverage donde dará vida a Shin Yoo-ri.

## Filmografía

### Series de televisión
| Año  | Título                                         | Rol              | Red       |
| ---- | ---------------------------------------------- | ---------------- | --------- |
| 2001 | Honey Honey                                    |                  | SBS       |
| 2001 | Every Day with You                             |                  |           |
| 2002 | My Name Is Princess                            |                  |           |
| 2002 | Reservation for Love                           | Hwang Yoo-mi     | MBC       |
| 2002 | Since We Met                                   | Song-hwa         | MBC       |
| 2003 | MBC Best Theater "Man Over Money"              |                  |           |
| 2003 | Forever Love                                   | Mi-sun           | MBC       |
| 2003 | While You Were Dreaming                        |                  |           |
| 2003 | MBC Best Theater "Lee Eun-sung, Hong Se-jin"   |                  |           |
| 2003 | Women Next Door                                |                  |           |
| 2003 | Dae Jang Geum                                  | Chang-ee         | MBC       |
| 2004 | Dal-rae's House                                | Kim Ja-hye       | KBS2      |
| 2005 | Be Strong, Geum-soon!                          | Na Geum-ah       | MBC       |
| 2005 | TV Literature "The Post Horse Curse"           | Gye-yeon         | KBS2      |
| 2005 | Drama City "Gopo Inn"                          | Woo-shim         | KBS2      |
| 2006 | Spring Waltz                                   | Hong Mi-jung     | KBS2      |
| 2006 | Fugitive Lee Doo-yong                          | Hwang Yoon-hee   | KBS2      |
| 2006 | Sunok                                          | Park Sunok       | KBS1      |
| 2007 | Lobbyist                                       | Karen/Kim Soo-ji | SBS       |
| 2008 | Formidable Rivals                              | Jung Yoo-min     | KBS2      |
| 2010 | Jejungwon                                      | Naoko            | SBS       |
| 2010 | King of Baking, Kim Takgu                      | Gu Ja-kyung      | KBS2      |
| 2010 | It's Okay, Daddy's Girl                        | Seo Hee-jae      | SBS       |
| 2011 | Drama Special "The Sound of My Wife Breathing" | Kim Seol-ah      | KBS2      |
| 2020 | Birthcare Center                               | Jeon Yoo-rim     | tvN       |
| 2020 | Get Revenge                                    | Locutora         | TV Chosun |
| 2023 | The Real Has Come!                             | Gong Ji-myeong   | KBS2      |